# 静岡ホビースクエア
静岡ホビースクエア（しずおかホビースクエア　SHIZUOKA HOBBY SQUARE）は静岡県静岡市駿河区にある博物館である。

## 概要
模型の世界首都 静岡ホビーフェアにおけるホビーミュージアムの人気を受けて、2011年6月に静岡アートギャラリー跡地を整備して開館するものとした。静岡市が内装整備等を行い、施設の運営にあたるタミヤ、バンダイ等で構成される「ホビー推進協議会静岡」に無償貸与された。模型の出荷額において全国シェアの大半を占める静岡市は、「模型の世界首都」を掲げ、シティプロモーションを行っており、その一環として、新たなホビーの情報発信基地として誕生した全国初の模型専門の常設展示場である。

## 館内施設
常設展示場
模型メーカー各社の最新の模型や静岡の伝統工芸品を多数展示し、模型を含めたホビーについて最新情報を発信。
ラウンジ
ホビースクエアの中心に位置し、ホビーを愛する人たちが行き交う交流の場。
オフィシャルショップ
模型メーカー各社の商品を販売。新商品も随時販売される。
工作室
工作ツールが無償で貸し出しされ、オフィシャルショップにて購入したプラモデル・模型を、その場で組み立てられる。また、ミニ四駆サーキットが設置されている。
イベントコーナー（有料）
ホビーに関連したイベント、展示等を行う。

## 常設展示場展示メーカー・団体
- （株）青島文化教材社
- （株）タミヤ
- （株）ハセガワ
- （株）バンダイ・ホビー事業部
- （株）ウッディジョー
- （有）エムエムピー
- 静岡特産工業協会加盟団体

## 開館・閉館時間
- 平日 11:00 - 18:00　月曜休館
- 土日祝　10:00 - 18:00

## 交通アクセス
- JR静岡駅より徒歩1分

## 近隣施設
- 静岡市美術館（葵タワー内）
- 静岡科学館